# Petrópolis
Petrópolis és un municipi i ciutat a l'estat de Rio de Janeiro, mesoregió metropolitana de la ciutat de Rio de Janeiro. Té una àrea de 774.606 km². El municipi compta amb cinc districtes: Petrópolis, Cascatinha, Itaipava, Pedro do Rio i Posse. És a 42 km de la ciutat de Rio de Janeiro, per l'autopista BR-040 i a 463 km de la ciutat de São Paulo. El seu clima agradable, les seves construccions històriques i l'abundant vegetació serveixen com grans atractius turístics. A més d'això, la ciutat posseeix bastant comerç, prestació de serveis i producció agropecuària (amb èmfasi en el cultiu de fruites) i industrial.
La ciutat és constantment anomenada la "Ciutat Imperial" per haver estat fundada en honor de l'emperador del Brasil, Pere II de Brasil.

## Persones il·lustres
- Adriana Janacópulos